# Liste der Kulturdenkmäler in Hamburg-Eilbek
Die Liste der Kulturdenkmäler in Hamburg-Eilbek enthält die in der Denkmalliste ausgewiesenen Denkmäler auf dem Gebiet des Stadtteils Eilbek der Freien und Hansestadt Hamburg.
Basis ist der Datensatz Denkmalliste Hamburg auf dem Transparenzportal Hamburg. Dieser enthält alle Objekte, die rechtskräftig nach dem Hamburger Denkmalschutzgesetz vom 5. April 2013 unter Denkmalschutz stehen (§ 6 Abs. 1 DSchG HA) oder zumindest zeitweise standen. Die Denkmalliste steht auch als PDF-Dokument zur Verfügung. Alle Denkmäler in Eilbek, die schon nach dem Denkmalschutzgesetz vom 3. Dezember 1973, zuletzt geändert am 27. November 2007, unter Denkmalschutz standen, sind auch auf der Liste der Kulturdenkmäler im Hamburger Bezirk Wandsbek zu finden.

## Legende
- ID: Gibt die vom Denkmalschutzamt Hamburg vergebene Objekt-ID (Identifikationsnummer) des Kulturdenkmals an, (in Klammern gegebenenfalls die Denkmalnummer nach altem Denkmalschutzgesetz).
- Adresse: Nennt den Straßennamen und, wenn vorhanden, die Hausnummer des Kulturdenkmals. Die Grundsortierung der Liste erfolgt nach dieser Adresse.
- Art: Zeigt an, ob es ein Objekt („O“) oder ein Ensemble („E“) ist.
- Datierung: Gibt die Datierung an; das Jahr der Fertigstellung bzw. den Zeitraum der Errichtung.
- Ensemble: Gibt die Nummer des Ensembles an, zu der das Objekt gehört, bzw. bei Ensembles die Nummer des Ensembles selbst.

Hinweis: Die Grundsortierung der Liste erfolgt nach der Adresse und ist alternativ nach ID, Art (Objekt oder Ensemble), Typ, Datierung, Entwurf oder Kurzbeschreibung sortierbar.

| ID           | Adresse                                                                         | Art | Typ                                                | Kurzbeschreibung                                                          | Datierung                      | Entwurf                                             | Ensemble | Bild           |
| ------------ | ------------------------------------------------------------------------------- | --- | -------------------------------------------------- | ------------------------------------------------------------------------- | ------------------------------ | --------------------------------------------------- | -------- | -------------- |
| 30992        | Eilbektal 33, Maxstraße 52 (Lage)                                               | E   |                                                    | Versöhnungskirche Eilbektal                                               |                                |                                                     | 30992    | weitere Bilder |
| 24542        | Eilbektal 33 (Lage)                                                             | O   | Kirchengebäude                                     | Versöhnungskirche                                                         | 1916/1921                      | Fernando Lorenzen                                   | 30992    | weitere Bilder |
| 22421        | Hasselbrookstraße 25 (Lage)                                                     | O   | Fabrikgebäude                                      |                                                                           | 1905, um                       |                                                     |          |                |
| 29276 (1769) | Hasselbrookstraße 61, Ritterstraße 44 (Lage)                                    | O   | Schulgebäude                                       | Schule Hasselbrook                                                        | 1905–1907                      |                                                     |          | weitere Bilder |
| 24471 (902)  | Hasselbrookstraße 172 (Lage)                                                    | O   | Bahnhofsgebäude (S-Bahn)                           | Bahnhof Hasselbrook                                                       | 1906                           | Eugen Goebel                                        |          | weitere Bilder |
| 22397        | Hasselbrookstraße 174 (Lage)                                                    | O   | Luftschutzbau, Turmbunker (Zombeck)                | Turmbunker                                                                | 1940                           |                                                     |          | weitere Bilder |
| 22398        | Landwehr 35 (Lage)                                                              | O   | Wohn- und Geschäftshaus                            |                                                                           | 1890, um                       |                                                     |          |                |
| 24544        | Maxstraße 52 (Lage)                                                             | O   | Kirchengebäude                                     | Versöhnungskirche                                                         | 1916/1921                      | Fernando Lorenzen                                   | 30992    |                |
| 30902        | Maxstraße o.Nr., Maxstraßenbrücke o.Nr., Von-Essen-Straßenbrücke o.Nr. (Lage)   | E   |                                                    | Eilbekkanal Von-Essen-Straße / Maxstraße                                  |                                |                                                     | 30902    |                |
| 20127        | Maxstraße o.Nr. (Lage)                                                          | O   | Straßenbrücke                                      | Maxstraßenbrücke                                                          | 1907/08                        |                                                     | 30902    |                |
| 30993        | Papenstraße 120, 122 (Lage)                                                     | E   | Fabrikanlage                                       | Fabrikanlage Papenstraße                                                  | 1890, später erweitert         |                                                     | 30993    | weitere Bilder |
| 22396 (1012) | Papenstraße 120 (Lage)                                                          | O   | Fabrikanlage                                       |                                                                           | 1890 (Fabrikationsgebäude)     |                                                     | 30993    |                |
| 24545 (1012) | Papenstraße 122 (Lage)                                                          | O   | Fabrikanlage                                       |                                                                           | 1890 (Fabrikationsgebäude)     |                                                     | 30993    |                |
| 24543        | Papenstraße gegenüber von Nr. 70 (Lage)                                         | O   | Kirchengebäude                                     | Friedenskirche                                                            | 1883–1885; 1960 (Wiederaufbau) | Johannes Otzen; Vollmer & Michaelsen                |          | weitere Bilder |
| 22419 (1842) | Schellingstraße 43 (Lage)                                                       | O   | Luftschutzbau, Bunkerhaus                          |                                                                           | 1941                           |                                                     |          | weitere Bilder |
| 24541 (494)  | Wandsbeker Chaussee in der Anlage Jacobipark, östlich von Nr. 182 (Lage)        | O   | Grabmale                                           | Jacobipark, ehemalige Grabmale                                            | 19. Jh., 2. Hälfte             |                                                     |          | weitere Bilder |
| 39054        | Wandsbeker Chaussee o.Nr., östlich von Nr. 182, in der Anlage Jakobipark (Lage) | E   |                                                    | Jacobipark                                                                |                                |                                                     | 39054    | weitere Bilder |
| 14804        | Wandsbeker Chaussee o.Nr. (Lage)                                                | O   | Park                                               | Jacobipark                                                                | 1848; 1960er Jahre             | Alexis de Chateauneuf                               |          |                |
| 22420 (494)  | Wandsbeker Chaussee östlich von Nr. 182, in der Anlage Jakobipark (Lage)        | O   | Denkmal                                            | Denkmal für Clara Horn                                                    | 1884 (Grabstein)               |                                                     |          |                |
| 22422 (494)  | Wandsbeker Chaussee östlich von Nr. 182, in der Anlage Jakobipark (Lage)        | O   | Friedhofskapelle (Kirchengebäude (nach Umnutzung)) | ehem. Friedhofskapelle auf dem früheren St. Jacobi-Friedhof (Osterkirche) | 1863/1864; 1960 (Wiederaufbau) | Alexis de Chateauneuf; Bernhard Hopp / Rudolf Jäger |          | weitere Bilder |